# マグネトコッカス科
マグネトコッカス科（ーか、Magnetococcaceae）は真正細菌プロテオバクテリア門アルファプロテオバクテリア綱マグネトコッカス目に属する科である。2013年に新種としてマグネトコッカス・マリヌス（Magnetococcus marinus）の発見が報告されたと同時に新種及びマグネトコッカス属やマグネトコッカス目と共に提案された。これら新規の分類項目の設立は16S rRNA遺伝子のシークエンス解析に厳密に基づいており、これら新規の目、科、属及び種は全て学会から同年に承認されている。2024年現在、マグネトコッカス目唯一の科であり、構成属としてマグネトコッカス属及び構成種としてマグネトコッカス・マリヌスのみを含む。